# Alyxia ganophylla
Alyxia ganophylla är en oleanderväxtart som beskrevs av Markgr.. Alyxia ganophylla ingår i släktet Alyxia och familjen oleanderväxter. Inga underarter finns listade i Catalogue of Life.